# Alpinia smithiae
Alpinia smithiae là một loài thực vật có hoa trong họ Gừng. Loài này được M.Sabu & Mangaly mô tả khoa học đầu tiên năm 1991.